# ResourceSpace
ResourceSpace is een open source Digital Asset Management systeem, oorspronkelijk ontwikkeld door het Britse Montala Limited. Om te blijven ontwikkelen en support voor de software te kunnen bieden wordt het project nog steeds door Montala beheerd. ResourceSpace is onder BSD-licentie vrijgegeven. Het vereist PHP, MySQL en de GD Graphics Library, en werkt met de meeste webserver software zoals Apache.
Een belangrijke focus ligt op het verbeteren van de samenwerking tussen gebruikers  bij het gezamenlijk samenstellen van een collectie assets voor een project. Gebruikers kunnen zelf een ‘collectie’ van assets aanmaken en deze vervolgens deze delen met andere gebruikers.